# Produit tensoriel et représentations de groupes finis
En mathématiques et plus précisément dans le cadre de la théorie des représentations d'un groupe fini, le produit tensoriel est une technique permettant de construire une représentation d'un groupe fini à partir de deux autres.
Une représentation d'un groupe produit est irréductible si et seulement si elle est le produit tensoriel de représentations irréductibles de chacun des deux facteurs.

## Produit tensoriel

### Produit tensoriel de deux espaces vectoriels
Soient V et W deux espaces vectoriels sur un corps K. Le produit tensoriel de V et W, noté V⊗W, est un espace vectoriel muni d'une application bilinéaire canonique de V×W dans V⊗W, initial au sens suivant : toute application bilinéaire de V×W dans un espace vectoriel E se factorise de façon unique par une application linéaire de V⊗W dans E. Cet espace V⊗W (muni de son application bilinéaire canonique) est donc unique à isomorphisme près, comme solution de ce problème universel. Son existence est démontrée dans l'article détaillé.
Le cas particulier E=K fournit un isomorphisme entre l'espace vectoriel des formes bilinéaires sur V×W et l'espace dual (V⊗W)*. Cet espace de formes bilinéaires étant par ailleurs identifiable à Hom(V,W*) ainsi qu'à Hom(W,V*), il est isomorphe à V*⊗W* dès que V ou W est de dimension finie.
En caractéristique différente de 2, les tenseurs symétriques et antisymétriques de V⊗V forment deux sous-espaces supplémentaires, notés Sym(V) et Alt(V).
Si (ai) (resp. (bj)) est une base de V (resp. W), alors les images canoniques dans V⊗W des couples (ai,bj), notées ai⊗bj, forment une base de V⊗W.

### Passage aux endomorphismes
À tout endomorphisme φ de V et tout endomorphisme ψ de W est associé un endomorphisme de V⊗W noté φ⊗ψ et caractérisé par :
Ce produit tensoriel est compatible avec la composition :
et φ⊗ψ est bijectif si et seulement si φ et ψ le sont.
Sym(V) et Alt(V) sont stables par φ⊗φ.
Si (αi,k) (resp (βj,l)) désigne la matrice de φ (resp. ψ) dans les bases précédentes (supposées finies), alors la matrice de φ⊗ψ dans la base (ai⊗bj) a pour coefficients {\displaystyle \alpha _{i,k}\beta _{j,l}}, c'est-à-dire que
On en déduit que la trace de φ⊗ψ (somme des termes diagonaux de cette matrice) est égale au produit des traces de φ et ψ :

## Définitions

### Représentation d'un groupe produit par produit tensoriel
Soient (V1, ρ1) une représentation d'un groupe G1 et (V2, ρ2) une représentation d'un groupe G2. Leur produit tensoriel est la représentation (V1⊗V2, ρ1⊗ρ2) du groupe produit G1×G2 définie par :

### Représentations d'un même groupe par produit tensoriel
Soient (V1, ρ1) et (V2, ρ2) deux représentations d'un groupe G. Leur produit tensoriel (V1⊗V2, ρ1⊗ρ2) peut désigner (selon le contexte) ou bien la représentation de G×G définie dans la section précédente, ou bien la représentation de G déduite de celle-ci par composition avec le morphisme diagonal de G dans G×G :
Les carrés symétrique et alterné d'une représentation (V, ρ) de G sont les deux sous-représentations, sur Sym(V) et Alt(V), de la représentation ρ⊗ρ de G.

## Propriétés

### Caractères
- Le caractère d'une représentation de G1×G2 de la forme ρ1⊗ρ2 est le produit tensoriel des caractères de ρ1 et ρ2.
- Le caractère d'une représentation de G de la forme ρ1⊗ρ2 est le produit des caractères de ρ1 et ρ2.

### Représentations irréductibles d'un groupe produit
On suppose ici que la caractéristique de K ne divise pas l'ordre du groupe G1×G2, et que le polynôme Xe - 1, où e désigne l'exposant de ce groupe, est scindé sur K.
On s'intéresse particulièrement aux représentations irréductibles car elles forment une base de toutes les autres (cf théorème de Maschke).
- Toute représentation irréductible de G1×G2 est de la forme ρ1⊗ρ2, et une représentation de cette forme est irréductible si et seulement si ρ1 et ρ2 le sont.

(Ceci contraste avec la somme directe ρ1⊕ρ2, qui n'est jamais irréductible, car V1 x {0} et {0} x V2 sont toujours des sous-espaces invariants.)
Cette propriété résulte immédiatement de la structure des algèbres des groupes G1 et G2, en remarquant que leur produit tensoriel est isomorphe à l'algèbre du groupe produit. Dans le cas particulier où K est de caractéristique nulle, elle peut aussi se démontrer en étudiant les caractères irréductibles.

### Ouvrages
- Jean-Pierre Serre, Représentations linéaires des groupes finis [détail des éditions]
- (en) Marshall Hall, Jr., The Theory of Groups [détail des éditions]
- Serge Lang, Algèbre [détail des éditions]
- N. Bourbaki, Éléments de mathématique, Algèbre, chap. VIII